# Patriarca d'Alexandria
Patriarca d'Alexandria és un títol del bisbe d'Alexandria, a Egipte. Aquest títol podia anomenar-se també Papa. Segons la tradició, el patriarcat va ser fundat l'any 42 per l'apòstol Marc. Actualment, quatre patriarques tenen un títol de Patriarca d'Alexandria:
- El Patriarca Copte d'Alexandria, de l'Església Copta.
- El Patriarca Ortodox d'Alexandria, de l'Església Ortodoxa d'Alexandria.
- El Patriarca Catòlic Copte d'Alexandria, de l'Església Catòlica Copta
- El Patriarca Melquita d'Antioquia, Alexandria i Jerusalem de l'Església Catòlica Melquita

Fins al 1964 (any en què fou suprimit) també hi havia el Patriarca Llatí d'Alexandria establert el 1215, dins l'Església Catòlica Romana.